# Dix femmes en noir
Pour plus de détails, voir Fiche technique et Distribution.
Dix femmes en noir (黒い十人の女, Kuroi jūnin no onna) est un film japonais réalisé par Kon Ichikawa et sorti en 1961.

## Synopsis
Un producteur de télévision projette de se débarrasser des dix femmes avec lesquelles il a entretenu une liaison. Bien mal lui en prend : celles-ci, maîtresses trompées et malheureuses, se solidarisent et trament un complot afin de l'assassiner. Une comédie grinçante…

## Fiche technique
- Titre du film : Dix femmes en noir
- Titre original : 黒い十人の女 (Kuroi jūnin no onna?)[1]
- Réalisation : Kon Ichikawa
- Scénario : Natto Wada
- Photographie : Setsuo Kobayashi (ja)
- Musique : Yasushi Akutagawa
- Montage : Tatsuji Nakashizu
- Décors : Tomoo Shimogawara
- Producteurs : Hiroaki Fujii (ja), Masaichi Nagata
- Société de production : Daiei
- Pays d'origine :  Japon
- Langue originale : japonais
- Format : noir et blanc — 2,35:1 — 35 mm — son mono
- Genre : comédie dramatique
- Durée : 103 minutes[2] (métrage : douze bobines - 2 811 m[2])
- Date de sortie :
  - Japon : 3 mai 1961[2]

## Distribution artistique
- Eiji Funakoshi : Kaze
- Keiko Kishi : Ichiko
- Fujiko Yamamoto : Futaba
- Jūzō Itami : Hanamaki
- Kyōko Kishida : Sayoko
- Mayumi Kurata (ja) : Toshiko
- Mariko Miyagi : Miwako
- Kayoko Moriyama (ja) : Monoko
- Tamao Nakamura : Shio
- Shunji Sayama (ja) : Wakayama

## Commentaire
Avec Le Fils de famille, sorti un an auparavant, Dix femmes en noir explore un versant inhabituel de la femme japonaise. « On entend parfois dire que le Japon est un matriarcat, et Ichikawa réalisera une comédie au sujet de femmes manipulatrices. Dans ce film, les dames se liguent contre le monsieur infidèle (...) ; Un des passages les plus réjouissants est la longue scène où les deux plus acharnées (Ichiko et Futaba, respectivement Keiko Kishi et Fujiko Yamamoto) mettent au point leur projet de meurtre devant une insipide peinture traditionnelle représentant deux dames en kimono au comportement plus proche de celui de la Japonaise idéale », nous dit Donald Richie.